# Menemerus semilimbatus
Menemerus semilimbatus es una especie de araña saltadora de la familia Salticidae. Es común en zonas cálidas y urbanas, especialmente en regiones del Mediterráneo.

## Descripción
Presenta un cuerpo compacto, de color marrón claro con franjas blancas. Su tamaño oscila entre los 6 y 10 mm. Se caracteriza por sus grandes ojos frontales, que le otorgan una excelente visión para cazar y moverse.

## Distribución
Esta especie está ampliamente distribuida por el sur de Europa, el norte de África y partes de Asia occidental.  Es frecuente encontrarla en paredes soleadas, muros, rocas y cortezas de árboles.

## Comportamiento
Es una araña diurna que no utiliza telarañas para cazar, sino que acecha a sus presas y salta sobre ellas con gran precisión. Es inofensiva para los humanos.

## Curiosidades
Menemerus semilimbatus puede girar parte de su cuerpo para observar el entorno, mostrando una conducta visual muy desarrollada.